# Трун (Граубюнден)
Трун (нем. Trun GR, романш. Trun, эльз. Truns) — коммуна в Швейцарии, в кантоне Граубюнден.
Входит в состав региона Сурсельва (до 2015 года входила в округ Сурсельва).
На 31 декабря 2006 года население составляло 1235 человек.
1 января 2021 года в состав коммуны Трун вошла бывшая коммуна Шланс.

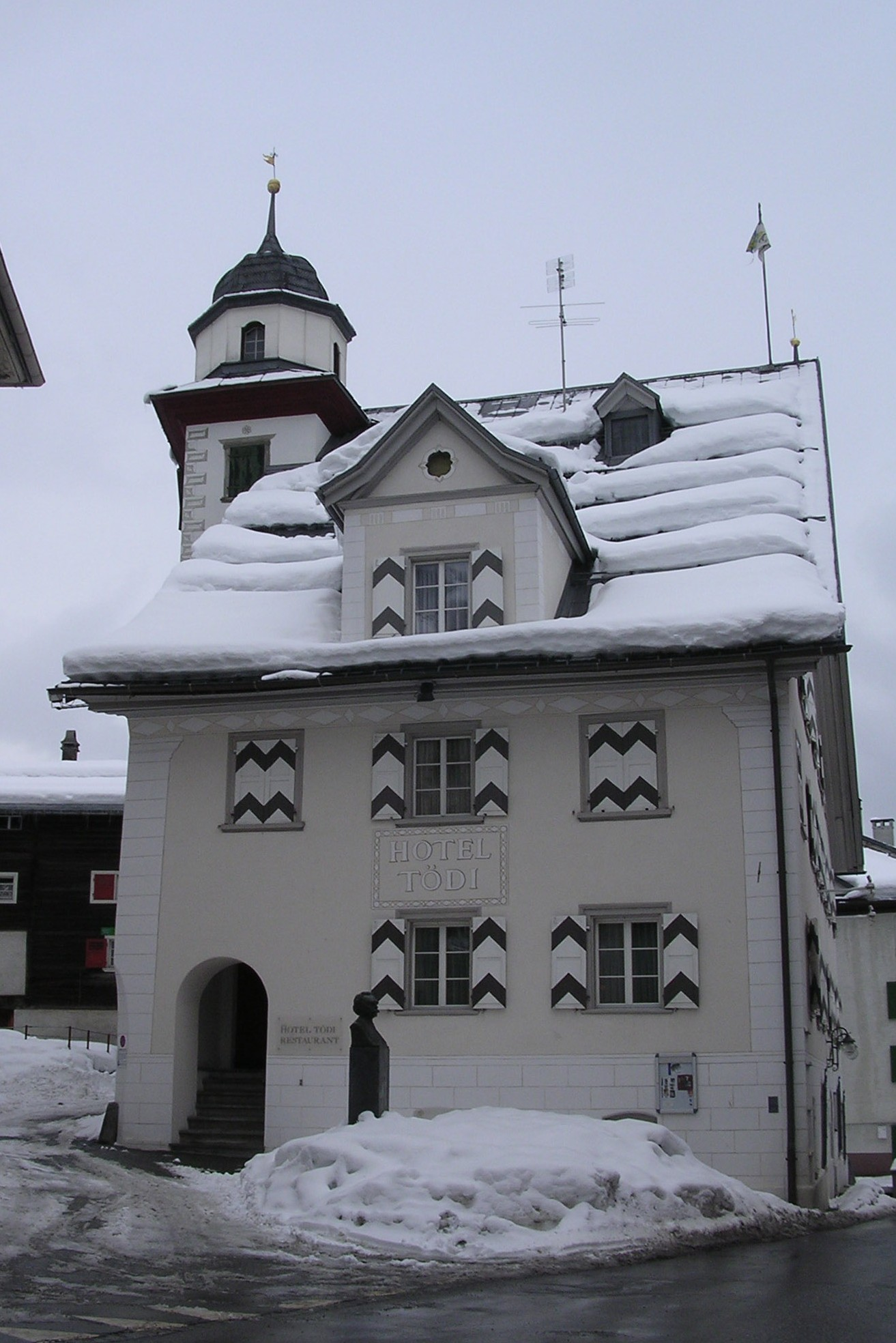
Трун

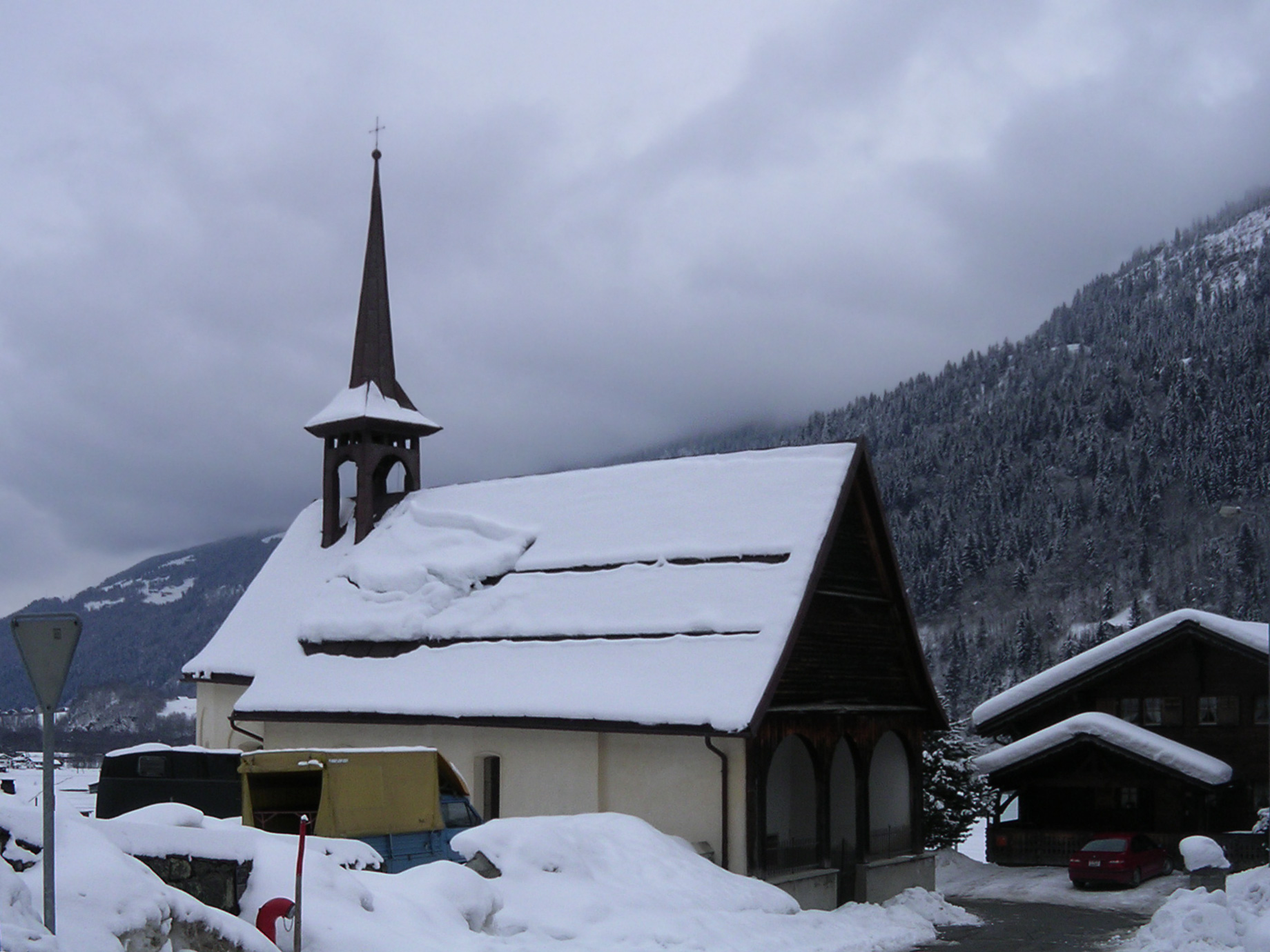
Часовня